# Teatro Medica Palace
ll Cinema Teatro Medica Palace è un cinema di Bologna.
Si trova nella centrale via Montegrappa, a pochi passi da piazza Maggiore. È un cinema e teatro di Bologna che nel XXI secolo si è specializzato nella programmazione cinematografica, rimanendo attivo come una delle ultime monosale del centro storico.
La sua capienza di 870 posti e la dimensione del suo schermo (17 metri) contribuiscono a rendere il Cinema Medica Palace la sala cinematografica più grande della Regione Emilia Romagna.
Dopo alcuni anni di chiusura il cinema è stato riaperto nel marzo 2016 grazie alla nuova gestione della Black Mamba s.r.l. guidata da Enrico Baraldi.